# Get It Started
Singles de Pitbull
Beat on My Drum
(2012) Feel Alive
(2012)
Singles par Shakira
Addicted to You
(2012) Can't Remember to Forget You
(2014)
Get It Started est une chanson du rappeur américain Pitbull en collaboration avec la chanteuse colombienne Shakira sortie le 28 juin 2012. 1er single extrait de l'album Global Warming, la chanson est produite par le DJ Buddha, Marc Kinchen, Develop et le DJ néerlandais Sidney Samson.

## Liste des pistes
Téléchargement digital
1. Get It Started (feat. Shakira) – 4:05

CD single
1. Get It Started (feat. Shakira) – 4:05
2. I Like: The Remix" (feat. Enrique Iglesias et Afrojack) – 3:36

## Classement par pays
| Classement (2012)                       | Meilleure position |
| --------------------------------------- | ------------------ |
| Australie (ARIA)                        | 31                 |
| Autriche (Ö3 Austria Top 40)            | 17                 |
| Belgique (Flandre Ultratop 50 Singles)  | 28                 |
| Belgique (Wallonie Ultratop 50 Singles) | 31                 |
| Canada (Hot 100)                        | 42                 |
| Croatie (Airplay Radio Chart)           | 46                 |
| France (SNEP)                           | 57                 |
| France (Airplay)                        | 50                 |
| Finlande (Suomen virallinen lista)      | 21                 |
| Allemagne (Media Control Charts)        | 31                 |
| Hongrie (Single Top 40)                 | 2                  |
| Lettonie (European Hit Radio)           | 30                 |
| Mexique (Airplay)                       | 22                 |
| Slovaquie (IFPI Rádio)                  | 18                 |
| Corée du Sud (Gaon Chart)               | 13                 |
| Espagne (PROMUSICAE)                    | 14                 |
| Suède (Sverigetopplistan)               | 47                 |
| Suisse (Schweizer Hitparade)            | 32                 |
| États-Unis (Hot 100)                    | 89                 |
| États-Unis (Pop Airplay)                | 35                 |
| États-Unis (Latin Pop Airplay)          | 38                 |
| États-Unis (Dance Club Songs)           | 7                  |

### Certifications
| Pays                  | Certifications | Ventes |
| --------------------- | -------------- | ------ |
| Canada (Music Canada) | Or             | 40 000 |
| Danemark (IFPI)       | Or             | 15 000 |
| Mexique (Amprofon)    | Or             | 35 000 |

|}

## Crédits et personnels
- Armando C. Perez – chanteur, parolier
- Bigram Zayas – parolier
- Durrell Babbs – parolier
- Kris Stephens – parolier
- Marc Kinchen – parolier, réalisateur
- Sidney Samson – parolier, réalisateur
- Urales "DJ Buddha" Vargas – parolier, réalisateur
- Shakira – vocals, parolier
- Develop – record producer

## Historique de sortie
| Pays       | Date            | Format                 | Label                                     |
| ---------- | --------------- | ---------------------- | ----------------------------------------- |
| États-Unis | 25 juin 2012    | Téléchargement digital | Mr.305 / Polo Grounds Music / RCA Records |
| Canada     | 25 juin 2012    | Téléchargement digital | Mr.305 / Polo Grounds Music / RCA Records |
| Espagne    | 25 juin 2012    | Téléchargement digital | Mr.305 / Polo Grounds Music / RCA Records |
| Italie     | 25 juin 2012    | Téléchargement digital | Mr.305 / Polo Grounds Music / RCA Records |
| France     | 25 juin 2012    | Téléchargement digital | Mr.305 / Polo Grounds Music / RCA Records |
| Mexique    | 25 juin 2012    | Téléchargement digital | Mr.305 / Polo Grounds Music / RCA Records |
| Monde      | 28 juin 2012    | Téléchargement digital | Mr.305 / Polo Grounds Music / RCA Records |
| Allemagne  | 27 juin 2012    | Téléchargement digital | Mr.305 / Polo Grounds Music / RCA Records |
| États-Unis | 10 juillet 2012 | Mainstream radio       | Mr.305 / Polo Grounds Music / RCA Records |